# Jo Hunter
Pour les articles homonymes, voir Hunter.
Jo Hunter est une joueuse de hockey sur gazon britannique. Elle évolue au poste d'attaquante à Buckingham et avec les équipes nationales anglaise et britannique.

## Biographie
- Naissance le 27 mai 1991 à Aylesbury en Angleterre.
- Mariage avec George Pinner, ancien international britannique[2].

## Carrière
Elle a fait ses débuts le 4 février 2013 avec l'équipe première anglaise contre l'Afrique du Sud.

## Palmarès
- : 3e à l'Euro 2017
- : 3e aux Jeux du Commonwealth